# Peter Willen
Peter Willen (* 20. März 1941 in Thun) ist ein Schweizer Primarlehrer und Maler.

## Leben
Peter Willen wuchs in Thun auf und besuchte 1961 das Lehrerseminar in Bern. Parallel begann er im selben Jahr seine künstlerische Ausbildung an der Kunstgewerbeschule Bern, wo Hans Rudolf Schwarzenbach (1911–1983) sein Lehrer für Gegenstandszeichnen war. Anschliessend unterrichtete er längere Zeit als Primarlehrer in Thun. 1983 bis 1988 führten ihn mehrere Arbeitsaufenthalte an die Kunstakademie Düsseldorf. 
Willen lebt und arbeitet im Piemont und in Interlaken.

## Werk
Willen entwickelte anfänglich einen abstrahierten Surrealismus, für dessen Umsetzung er häufig die Collage wählte. 1972 richtete er in ligurischen Dorf Tovo San Giacomo ein Atelier ein, das er 1986 ins piemontesische San Marzano Oliveto verlegte. Bereits ab 1975 beschränkten sich seine Arbeitsmethoden auf die Tiefdruckverfahren und das Übermalen von Zeichnungen mit bis zu zwanzig weissen Farbschichten, die er durch Schrift- und Raumelemente strukturierte und in einem Arbeitstagebuch sowie auf der jeweiligen Bildrückseite dokumentierte. Ab 1985 folgte ein zunehmend sparsamer Gebrauch der Primärfarben, ab 1987 das Experimentieren mit Farbfeldmalerei und monochromer Malerei. Seine reduzierten Eitempera-Gemälde zeigen einen deckenden Farbauftrag ohne Pinselspuren. Sie sind durch den Verzicht auf einen abschliessenden Firnis völlig opak. Dennoch bilden die übereinander gelegten Farbschichten eine Textur, die der monochromen Malerei zu einer dichten Materialität verhilft und die Wirkung der Oberfläche bestimmt.

## Ausstellungen (Auswahl)
- 1970 erste Einzelausstellung in der Galerie Aarequai, Thun.
- 1986 Art Cologne in Köln.
- 1987 war sein Werk in Halle K18 der documenta in Kassel vertreten.
- 1990 Art Frankfurt.
- 2002 Galerie Lindner, Wien.
- 2002 Galerie Elisabeth Staffelbach, Aarau.
- 2005 Galerie Gisèle Linder, Basel.
- 2005 Galerie Bernhard Bischoff & Partner, Bern.

## Auszeichnung
2002 Kulturpreis der Stadt Thun

## Werke in öffentlichen Sammlungen
Bern, Universitäre Psychiatrische Dienste Waldau, Stelengruppe, 1991; Faulensee, Kantonale Seepolizeistation, Wandmalerei, 1998; Freiburg i. Üe., Museum für Kunst und Geschichte; Interlaken, Überbauung Uechtere, Skulptur und integrierte Interventionen, 1999; Interlaken Ost, Bahnhofplatz, Wasserblock, 2003; Kunstmuseum Thun; Wien, Albertina; Städtische Galerie Würzburg.